# 1,1,2-tricloro-1-fluoroetano
Il 1,1,2-tricloro-1-fluoroetano, noto anche come freon 131a o R-131a, è un intermedio chimico liquido di formula CH2ClCFCl2, sintetizzato a partire da trielina per addizione elettrofila di acido fluoridrico
{\displaystyle {\ce {CHCl=CCl2 + HF -> CFCl2CH2Cl}}}

## Applicazioni
Il freon 131a è usato come intermedio chimico nella produzione di  R-134a:
R-131a → R-132b → R-133a → R-134a